# Connaught C
La Connaught C, chiamata anche Type C, è una monoposto di Formula 1, costruita dalla scuderia britannica Connaught Engineering per partecipare al Campionato mondiale di Formula 1 1959.

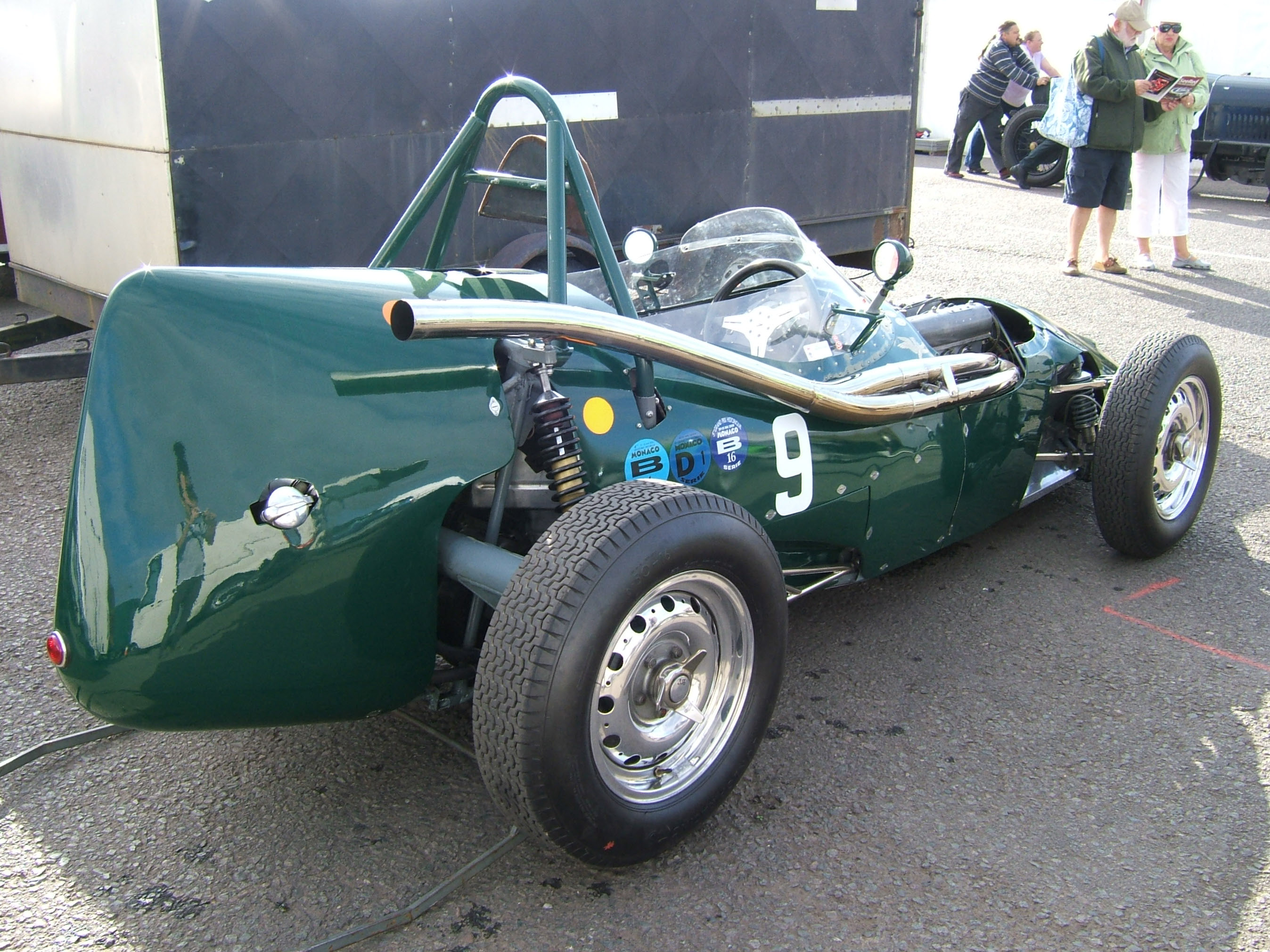
Dettaglio del posteriore

## Storia
Progettata nel 1959, fu utilizzata al Gran Premio di Gran Bretagna 1955.
Era dotata di un motore a 4 cilindri in linea da 2,5 litri della Alta. Definitiva come creativita per via del profilo di coda posteriore rialzata, era tuttavia poco potente e realizzata con pochi finanziamenti.